# Bolšoj teater
Bolšoj teater (rusko Большо́й теа́тр, Veliko gledališče, uradno: Državni akademski Veliki teater Rusije, rusko Государственный академический Большой театр России) je gledališka, operna in baletna hiša v središču Moskve, Rusija. Gledališče je eno najpomembnejših opernih in baletnih hiš na svetu.
Začetek Bolšoj teatra sega v marec 1776, ko je gubernijski prokurator knez Urusov pridobil najvišjo privolitev carice Katarine Velike za vzdrževanje gledališke in koncertne hiše.

## Zgodovina
Za uradni začetek tega gledališča velja 28. marec (17. marec po julijanskem koledarju) 1776, ko je carica Katarina Velika dodelila knezu Petru Urusovu privilegij organiziranja gledaliških predstav vseh vrst, vključno tudi maškarade, plese in druge oblike zabave, za dobo deset let.
Urusov je hitro zašel v dolgove, zato si je vzel za partnerja britanskega trgovca Michaela Maddoxa, ki je tedaj delal velike posle po Carski Rusiji. Urusov je kasneje izstopil iz tega projekta, zato je tudi Maddox zašel v nepremostljive dolgove, ki jih je na koncu prevzela carska zakladnica.
Boljšoj je svojo prvo zgradbo dobil leta 1780. Nahajala se je na desnem bregu reke Neglinaja v ulici Petrovka (zato so Moskovčani to gledališče imenovali Petrovski teater). Zgradba je bila svečano odprta 30. decembra 1780 in bila v funkciji do jeseni 1805, ko je pogorela. Boljšoj je ponovno postal brezdomec ter prirejal predstave po privatnih dvoranah. Leta 1808 je dobil dvorano Arbatov, leseno zgradbo, ki jo je v rekordnem času zgradil Carlo Rossi. Tudi ta je leta 1812, v času Napoleonovega zavzetja Moskve, pogorela.
Od 1806 je Boljšoj postal eno od carskih gledališč. Njegova gledališka šola za baletnike, pevce in glasbenike, do tedaj imenovana Teatrska šola Petrovski, je postala Moskovski teatrski carski licej (leta 1911 se je preimenovala v Moskovsko šolo baleta).
Natečaj za projekt nove dvorane je bil izveden leta 1819. Na njem je zmagal Andrej Mihalkov, profesor na Umetniški akademiji, a je bil na koncu njegov projekt zavržen kot predrag. Tedanji župan Moskve, Dmitrij Golicin, je leta 1820 naročil nov projekt pri arhitektu Osipu Boveju. Novi Boljšoj je bil projektiran kot klasicistična palača, s portikom na osmih masivnih stebrih, na novem trgu, na katerega sredini je bil postavljen velik spomenik Apolonu.
Nova zgradba je bila odprta leta 1825 in je služila svojemu namenu polnih 30 let, vse dokler tudi nje ni 11. marca 1853 prizadel požar. Od nje so ostali samo kamniti deli.
Spet je bil izveden natečaj, tokrat za obnovo zgradbe. Na natečaju je zmagal Alberto Cavos, glavni arhitekt carskih gledališč in profesor na Petrograjski umetniški akademiji. Obnovljena zgradba gledališča je bila leta 1856 zgrajena kot popolnoma nova in bistveno večja zgradba, tako da so v novem gledališču, visokem 6 nadstropij, lahko umestili več kot 2300 gledalcev. Novi Boljšoj je bil svečano odprt 20. avgusta 1856, na dan kronanja carja Aleksandra II., z Bellinijevo opero Puritanci.
Ob koncu 19. stoletja je Boljšoj zrastel v mogočno gledališko institucijo, katere operna in baletna produkcija ruskih in drugih evropskih avtorjev je imela močan vpliv na te umetniške zvrsti po celem zahodnem svetu. Po oktobrski revoluciji 1924 je Boljšoj dobil svoje drugo manjše prizorišče, leta 1961 pa tudi tretje, nedaleč od Kongresne palače v Kremlju, s kapaciteto 6000 gledalcev, ki je bila adaptirana v prizorišče za velike spektakle.
Boljšoj je, ne glede na vse težave, uspel preživeti oktobrsko revolucijo, obe svetovni vojni in razpad Sovjetske zveze 1990 - 1991. V drugi svetovni vojni je bil delno evakuiran v sibirski Kujbišev, del ansambla, ki je ostal v Moskvi pa je nadaljeval z uprizarjanjem predstav na njihovi manjši sceni. Velik del mlajših članov ansambla je bil regrutiran v Rdečo armado. Glavna gledališka zgradba je bila poškodovana 22. oktobra 1941, ko je bomba padla v portik, a je bila kljub vojni obnovljena v zimskih mesecih 1942.
Od sredine 1950-ih Boljšoj pogosto gostuje po svetu. 

## Današnji Boljšoj
Glavna gledališka zgradba je bila že večkrat obnovljena (prvič 1921), a vedno na hitro, nikoli temeljito, čeprav je že leta 1987 tedanja vladna komisija odločila, da zgradba zasluži temeljito rekonstrukcijo. Po številnih odlogih, se je rekonstrukcija glavne zgradbe začela 1. julija 2005 in je trajala vse do 28. oktobra 2011.
Obnovljeni Boljšoj je bil svečano odprt z izvedbo opere Ruslan in Ljudmila Mihaila Glinke, na kateri so bili prisotni tedanji predsednik Rusije Medvjedev in predsednik vlade Putin.

## Pomembne premiere
Bolšoj je bil prizorišče mnogih zgodovinskih premier, vključno:
- Čajkovskega Vojvoda in Mazepa
- Modesta Mussorgskega ena od inačic Borisa Godunova 16. decembra 1888.
- Rachmaninovo Aleko in Francesca da Rimini
- Nikolaja Rimskega-Korsakova opera Pskovičanka (Dekle s Pskova) , s Feodorom Šaljapinom v vlogi Ivana Groznega
- Dmitrija Šoštakoviča opera Katarina Izmajlova,  1935.

## Druga pomembna dejanja
- Prvi simfonični koncert orkestra Bolšoj teatra je potekal 4. maja 1919 v izvedbi Sergeja Koussevitzkyja
- Leonid Sobíňov, Antonina Neždanova, Ksenija Dzeržinskaja, Galina Višnevskaja, in desetine drugih opernih pevcev je pela v Bolšoj.
- Formalna razglasitev ustanovitve Sovjetske zveze je potekala v Bolšoj teatru